# SB-612,111
SB-612,111 je ligand opioidnog receptora. On je potentan i selektivan antagonist za nociceptinskog receptora (ORL-1). Ovaj ligand je nekoliko puta potentniji od starijeg leka J-113,397. On ne proizvodi analgetičke efekte, nego sprečava razvoj hiperalgezije. Pokazano je da ima antidepresivno dejstvo u studijama na životinjama.

## Spoljašnje veze
|  | Molimo Vas, obratite pažnju na važno upozorenje u vezi sa temama iz oblasti medicine (zdravlja). |